# Scytodes flagellata
Espèce
Scytodes flagellata est une espèce d'araignées aranéomorphes de la famille des Scytodidae.

## Distribution
Cette espèce vit en Afrique du Sud et au Zimbabwe.

## Description
Le mâle mesure 5 mm et la femelle 6,5 mm.

## Publication originale
- Purcell, 1904 : Descriptions of new genera and species of South African spiders. Transactions of the South African Philosophical Society, vol. 15, p. 115-173 (texte intégral).